# Język malajski berau
Język malajski berau (bahasa Berau) – język austronezyjski używany w prowincji Borneo Wschodnie w Indonezji. Według danych z 2007 roku posługuje się nim ponad 11 tys. osób.
Należy do grupy języków malajskich, według klasyfikacji Ethnologue stanowi część tzw. makrojęzyka malajskiego. Bywa także klasyfikowany jako dialekt języka malajskiego.
Dzieli szereg innowacji fonologicznych z malajskim kutai, banjar i malajskim Brunei. Jest blisko spokrewniony z językiem banjar.